# Kesu raba
Kesu raba är en mosse i Estland.   Den ligger i landskapet Raplamaa, i den västra delen av landet, 90 km söder om huvudstaden Tallinn.